# Husseren-les-Châteaux
Husseren-les-Châteaux (Duits: Häusern) is een gemeente in het Franse departement Haut-Rhin (regio Grand Est) en telt 397 inwoners (1999). De plaats maakt deel uit van het arrondissement Colmar-Ribeauvillé.

## Geografie
De oppervlakte van Husseren-les-Châteaux bedraagt 1,2 km², de bevolkingsdichtheid is 330,8 inwoners per km².
De onderstaande kaart toont de ligging van Husseren-les-Châteaux met de belangrijkste infrastructuur en aangrenzende gemeenten.

## Demografie
Onderstaande figuur toont het verloop van het inwonertal (bron: INSEE-tellingen).